# ネゴシエーター (1997年の映画)
『ネゴシエーター』（原題：Metro）は、1997年に公開されたアメリカ映画。

## ストーリー
サンフランシスコ市警の刑事スコットは、ネゴシエーターとして過去に数々の事件を解決へと導いてきた。だが、自らの命を顧みない行動のために署内では厄介者扱いされ、プライベートでも恋人と上手くいかずに破局寸前にまで陥っていた。そんなある日、宝石強奪犯のコーダによって相棒の刑事が殺害されてしまう。怒りに震えるスコットだったが、署長はそんな彼を新人ネゴシエーターのケヴィンの教育係に任命する。この命令を不服に思う彼だったが、徐々に信頼関係を築き、二人でコーダを追い詰めていく。

## 登場人物
スコット・ローパー
演 - エディ・マーフィ
サンフランシスコ市警の刑事。ネゴシエーターでもある。トロイという愛犬がいる。
ケヴィン・マッコール
演 - マイケル・ラパポート
将来有望な新人刑事。多彩な能力を持ち、特に誰からも認められるほどに射撃の腕が良い。ニューヨーク大学卒業。
マイケル・コーダ
演 - マイケル・ウィンコット
宝石強奪事件の重要参考人。
ロニー・テイト
演 - カルメン・イジョゴ
スコットの元恋人。
エイコ・キムラ
演 - キム・ミヨリ
スコットの同僚。
フランク・ソリス
演 - デニス・アーント
署長。スコットにケヴィンの教育を頼む。
ファーブス
演 - ジェームス・カーペンター
刑事。
クラレンス・ティール
演 - ポール・ベン＝ヴィクター
コーダの従弟。詰めが甘く、マイケルを激昂させたこともある。エイコが言うにはケチなコソ泥。不器用でロニーを襲ったが、かなり手こずった。
サム・バファート
演 - アート・エヴァンス
警部補。コーダを調べるが殺害される。
グレッグ・バーネット
演 - チャールストン・ピアース
ロニーの現恋人。プロ野球選手。年俸200万ドル。サムの評価によると俊足好打のタイプ。
アール
演 - ドナル・ローグ
銀行強盗。スコットにより取り押さえられて逮捕される。

## 出演
| 役名                     | 俳優                     | 日本語吹替                                                            | 日本語吹替 |
| 役名                     | 俳優                     | ソフト版                                                              | テレビ朝日版 |
| ------------------------ | ------------------------ | --------------------------------------------------------------------- | --- |
| スコット・ローパー       | エディ・マーフィ         | 山寺宏一                                                              | 山寺宏一 |
| ケヴィン・マッコール     | マイケル・ラパポート     | 藤原啓治                                                              | 宮本充 |
| マイケル・コーダ         | マイケル・ウィンコット   | 大友龍三郎                                                            | 山路和弘 |
| ロニー・テイト           | カルメン・イジョゴ       | 佐々木優子                                                            | 石塚理恵 |
| エイコ・キムラ           | キム・ミヨリ             | 火野カチコ                                                            | 佐藤しのぶ |
| フランク・ソリス署長     | デニス・アーント         | 阪脩                                                                  | 池田勝 |
| ファーブス刑事           | ジェームス・カーペンター | 中田和宏                                                              | |
| クラレンス・ティール     | ポール・ベン＝ヴィクター | 幹本雄之                                                              | 小室正幸 |
| サム・バファート警部補   | アート・エヴァンス       | 宝亀克寿                                                              | 西村知道 |
| グレッグ・バーネット     | チャールストン・ピアース | 中田和宏                                                              | |
| アール                   | ドナル・ローグ           | 田中正彦                                                              | 古田信幸 |
| ケーブルカーの制動手     | ジェフ・モズリー         | 松本大                                                                | |
| 保釈保証業者のホーキンス | ラルフ・ペドゥート       | 宝亀克寿                                                              | |
| ポストリオのウェイター   | ジェームズ・カニングハム | 中田和宏                                                              | |
| 刑務所の洗濯室の看守     | C.Ｗ.モーガン            | 津田英三                                                              | |
| その他                   |                          | 佐藤しのぶ 糸博 林佳代子 相沢恵子 瀬畑奈津子 城山堅 稲葉実 吉田小南美 | 宝亀克寿 稲葉実 水野龍司 青山穣 星野充昭 定岡小百合 楠見尚己 榎本智恵子 呉林卓美 種田文子 中澤やよい 遠藤純一 よのひかり |
|                          |                          |                                                                       | |
| 演出                     |                          | 向山宏志                                                              | 伊達康将 |
| 翻訳                     |                          | 植田尚子                                                              | 武満真樹 |
| 調整                     |                          | 金谷和美                                                              | 田中和成 |
| 技術協力                 |                          | ビーライン                                                            | |
| 録音                     |                          | ACクリエイト                                                          | |
| 監修                     |                          | 岡本企美子                                                            | |
| 制作                     |                          | DISNEY CHARACTER VOICES INTERNATIONAL, INC.                           | 東北新社 |
| 初回放送                 |                          |                                                                       | 2000年1月23日 『日曜洋画劇場』                                                                                           |

## スタッフ
- 監督：トーマス・カーター
- 製作：ロジャー・バーンボーム
- 脚本：ランディ・フェルドマン
- 撮影：フレッド・マーフィ
- 音楽：スティーヴ・ポーカロ
  - デューク・エリントン - シングス・エイント・ホワット・ゼイ・ユーズド・トゥ・ビー(19145/7/30)
- タイトルデザイン：カイル・クーパー